# Seznam belgijskih koreografov
Seznam belgijskih koreografov.

## B
- Maurice Béjart

## F
- (Jan Fabre)

## K
- Anne Teresa de Keersmaeker
- Matej Kejžar ?

## S
- Ana Stegnar (& mož Saïd Gharbi)

## V
- Wim Vandekeybus